# Şener Özbayraklı
Şener Özbayraklı (sinh ngày 23 tháng 1 năm 1990) là một cầu thủ bóng đá Thổ Nhĩ Kỳ thi đấu ở vị trí hậu vệ phải cho Fenerbahçe. Anh ra mắt ở Süper Lig vào ngày 19 tháng 1 năm 2013. Sau hai mùa giải thành công ở Bursaspor, thông báo đưa ra rằng Bursaspor đã chấp nhận lời đề nghị €1.700.000 từ Fenerbahçe ngày 23 tháng 6 năm 2015.
Anh là một phần của đội tuyển quốc gia Thổ Nhĩ Kỳ tham gia Euro 2016.